# Зона Запад у фудбалу
Зона Запад је једна од укупно дванаест зонских лига у фудбалу. Зоне су четврти ниво лигашких фудбалских такмичења у Србији. Виши степен такмичења је Српска лига Исток, а ниже су окружне лиге — Поморавска и Прва расинска. Првак лиге се пласира у Српску лигу Исток. 
Лига је формирана 2014. године, приликом реорганизације такмичења четвртог ранга на територији Фудбласког савеза региона Источне Србије. Тада су уместо дотадашњих Нишке и Поморавско-Тимочке настале три нове зоне — Запад, Исток и Југ.

## Победници свих првенстава
| Сезона   | Бр. клуб. | Првак                    | Бодови | Вицепрвак                | Бодови |
| 2014/15. | 15        | Темнић 1924, Варварин    | 72     | Јединство, Параћин       | 68     |
| 2015/16. | 16        | Јединство, Параћин       | 77     | Косаница, Куршумлија     | 50     |
| 2016/17. | 16        | Трајал, Крушевац         | 75     | Топличанин, Прокупље     | 57     |
| 2017/18. | 16        | СФС Борац, Параћин       | 78     | Топличанин, Прокупље     | 72     |
| 2018/19. | 16        | Топличанин, Прокупље     | 74     | Рембас, Ресавица         | 73     |
| 2019/20. | 16        | Раднички, Свилајнац      | 47     | Јединство, Параћин       | 44     |
| 2020/21. | 16        | Мешево, Мешево           | 73     | Морава, Ћуприја          | 67     |
| 2021/22. | 15        | СФС Борац, Параћин       | 78     | Јединство 1936, Крушевац | 59     |
| 2022/23. | 15        | Јединство 1936, Крушевац | 72     | Рембас, Ресавица         | 70     |
| 2023/24. | 15        | Морава 1918, Ћуприја     | 74     | Темнић 1924, Варварин    | 55     |

## Клубови у сезони 2024/25.
| Клуб              | Место            |
| ----------------- | ---------------- |
| Виноградар        | Злегиње          |
| Жупа              | Александровац    |
| Јастребац         | Велики Шиљеговац |
| ОФК Копаоник 1931 | Брус             |
| Лугомир           | Ракитово         |
| Млади борац       | Седларе          |
| Младост           | Јовац            |
| Орлови            | Јасеново         |
| Рембас            | Ресавица         |
| Слога             | Деспотовац       |
| Темнић 1924       | Варварин         |
| ГФК Табане        | Јагодина         |